# MAXXI
MAXXI (Italiaans: Museo nazionale delle arti del XXI secolo), Nationaal museum voor kunst uit de eenentwintigste eeuw, is een museum in de Italiaanse hoofdstad Rome. Naast aandacht voor moderne kunst besteed het museum ook aandacht aan architectuur. Het gebouw werd ontworpen door Zaha Hadid en geopend in 2010. In datzelfde jaar kreeg het de Stirling Prize van het Koninklijk Instituut van Britse Architecten.

## Geschiedenis
Het museum is gebouwd op de plek van een voormalige militaire kazerne. Voor het ontwerp van de nieuwbouw werd een internationale ontwerpwedstrijd, in 1998, uitgeschreven die uiteindelijk werd gewonnen door Hadid. De bouw en realisatie nam uiteindelijk meer dan tien jaar in beslag en zou uiteindelijk zo'n 150 miljoen euro kosten. Het museum wordt beheerd door een stichting die is opgericht door het Italiaanse Ministerie van Cultureel Erfgoed en Activiteiten. 
In 2021 werd er in L' Aquila een dependance geopend van het museum: MAXXI L'Aquila. Deze dependance bevindt zich in het gerestaureerde achttiende-eeuwse Palazzo Ardinghelli. Het gebouw werd tijdens een aardbeving in 2009 ernstig beschadigd en is met behulp van onder andere een donatie van Rusland weer hersteld en ingericht als museum.

## Collectie
Het museum beschikt in haar collectie werken van onder andere Alighiero Boetti, Francesco Clemente, Gino De Dominicis, William Kentridge, Mario Merz en Gerhard Richter.
Onderdeel van het museum is het Centro Archivi  waar o.a. documenten, tekeningen, foto's en boeken worden geconserveerd en beheerd en die toegankelijk zijn gemaakt voor het publiek. Het archief heeft betrekking op de collectie 'Architectuur' van het museum en bevat werken van o.a. Carlo Scarpa, Aldo Rossi en Pier Luigi Nervi.

## Galerij

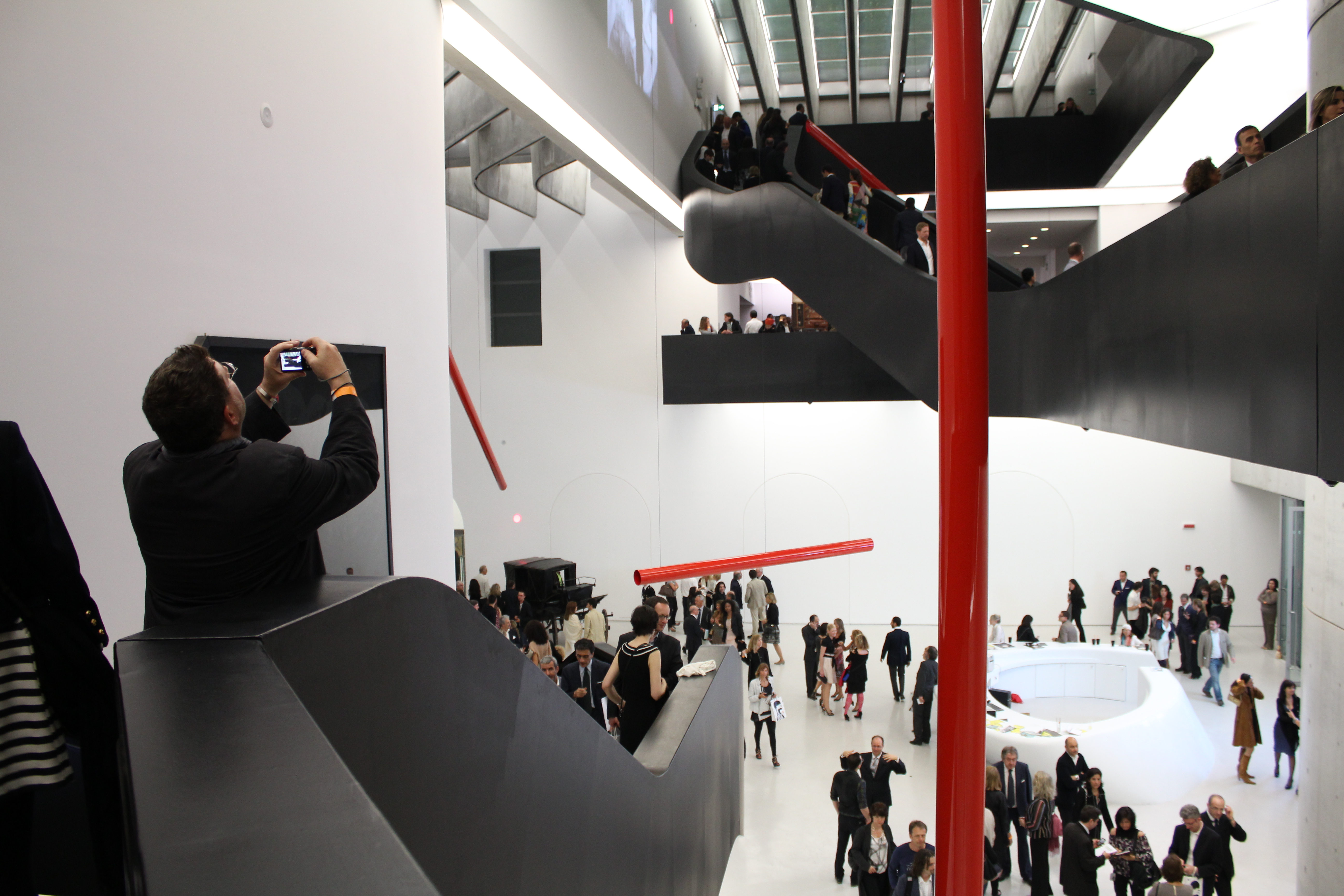
Foyer
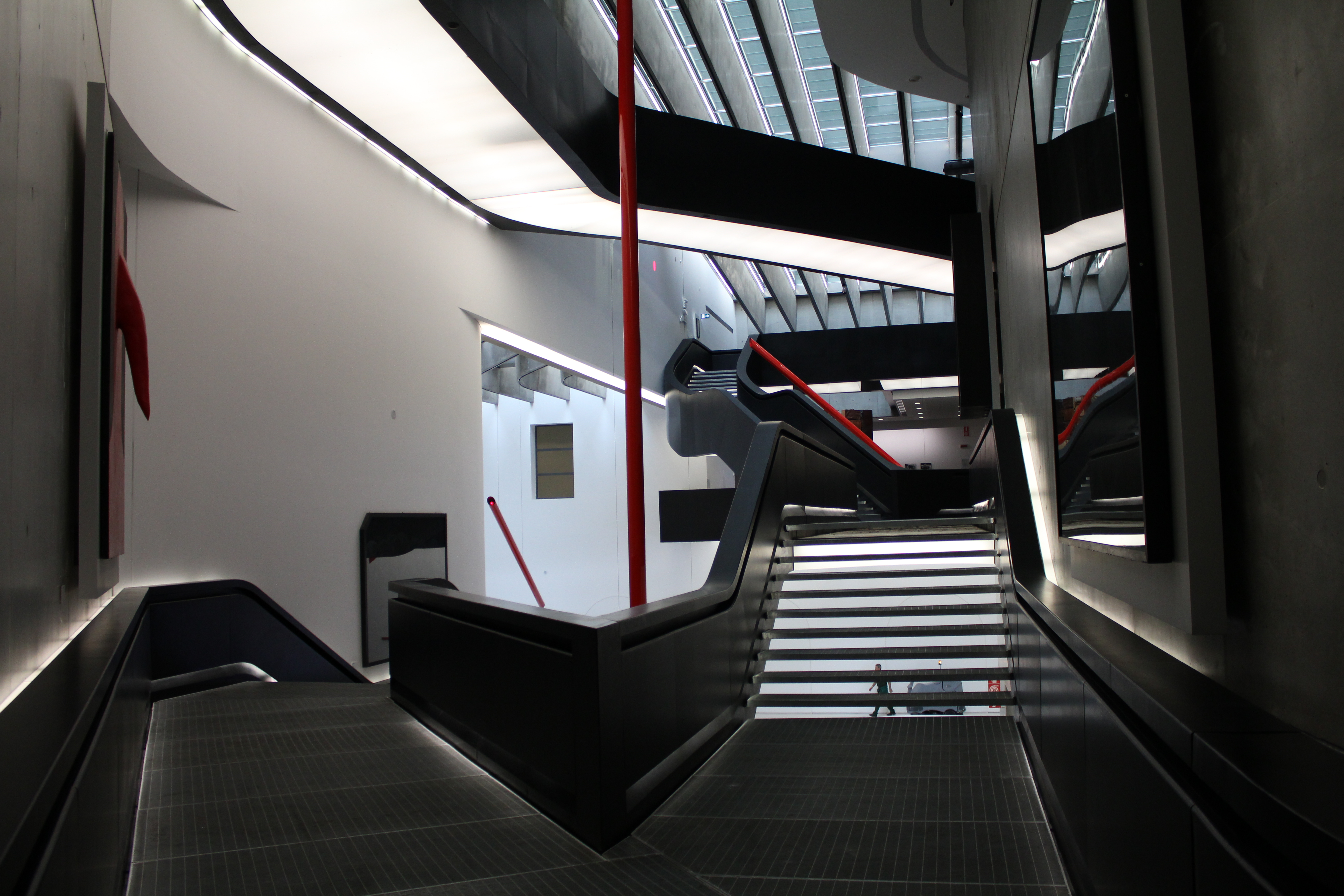
Atrium met trap
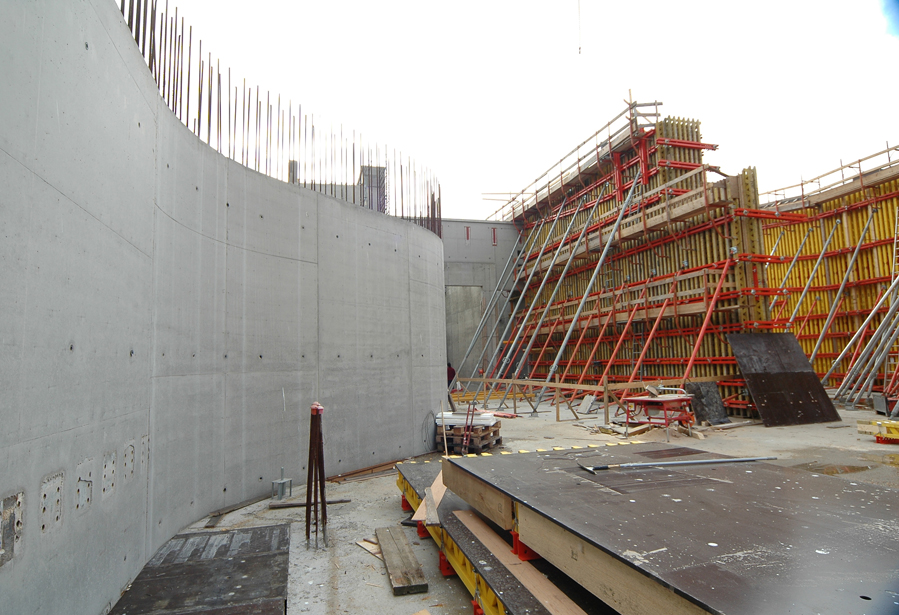
Het museum in aanbouw (2007)